# Nambeelup
Nambeelup är en del av en befolkad plats i Australien. Den ligger i kommunen Murray och delstaten Western Australia, omkring 64 kilometer söder om delstatshuvudstaden Perth.
Närmaste större samhälle är Mandurah, omkring 10 kilometer väster om Nambeelup. 
Trakten runt Nambeelup består till största delen av jordbruksmark. Runt Nambeelup är det mycket glesbefolkat, med 5 invånare per kvadratkilometer. Genomsnittlig årsnederbörd är 1 043 millimeter. Den regnigaste månaden är maj, med i genomsnitt 187 mm nederbörd, och den torraste är februari, med 6 mm nederbörd.